# Directorio de la Unión Terrestre
El Directorio de la Unión Terrestre (UED por sus siglas en inglés, United Earth Directorate) es una organización Terran perteneciente al universo de StarCraft. Tiene su origen en el planeta Tierra y antes era conocida como LPU (Liga de Poderes Unidos), se rebautizó con el nombre de UED antes de ir a su misión en el Sector Koprulu.

## Aparición en StarCraft
El UED aparece en la expansión de StarCraft, StarCraft: Brood War, después de la muerte de la Supermente y mucho después de formarse el Dominio Terran.

## Organización y objetivos del UED
El UED estaba comandado por el almirante Gerard DuGalle, que fue enviado porque era su mejor almirante. El segundo al mando era el Vicealmirante Alexei Stukov, este a su vez amigo desde la niñez de DuGalle, ambos se habían propuesto cumplir sus objetivos y llegar hasta el final.
Los objetivos del UED fueron derrocar al emperador del Dominio Terran, Arcturus Mengsk, y al enterarse de que en Char había nacido una nueva Supermente, capturarla para poder tener control sobre los Zerg.

## Los Triunfos
La misión del UED al llegar a Braxis, que era uno de los mundos del Dominio Terran, era destruir su base principal para tener acceso a las fuentes de datos de este, ahí fue donde el Vicealmirante Stukov se encontró con el teniente Samir Duran que le dijo que tenían un enemigo en común y gracias a la ayuda de este lograron cumplir su cometido.
También lograron hacerse con el control de los cruceros de batalla del Dominio que se encontraban en los Astilleros Dylarian. Lograron además atacar el palacio de Mengsk en Korhal IV y luego de que este y Jim Raynor huyeran a Aiur y escaparan por la Entrada dejaron el caso y fueron a su última misión que era capturar a la Supermente, aquí tuvieron mucho éxito y lograron calmar a la criatura con drogas Neurostim para completar sus objetivos pero al final apareció Sarah Kerrigan infestada y le dijo a DuGalle que su triunfo no duraría por mucho tiempo y que ella misma se encargaría de derrotarlo.

## El disruptor psiónico
En una de sus misiones el UED halló en Tarsonis un artefacto especial llamado Disruptor Psiónico confederado que era capaz de detener las comunicaciones entre los Zerg, al saber de esto Duran le dijo a DuGalle que lo destruyera pero Stukov no estuvo de acuerdo, Dugalle envió a Duran a destruirlo y cuando este estaba a punto de hacerlo Stukov le dijo que el mismo se encargaría de hacerlo, luego a finales de acabar el episodio V DuGalle se entera de que el Disruptor Psiónico se hallaba en Braxis y que Stukov no lo había destruido, así que manda a Duran a que lo mate por la supuesta traición y luego de que esto sucede DuGalle se da cuenta de todo y conserva el Disruptor en memoria de su amigo, luego gracias al artefacto es que las fuerzas zerg de Char se dispersan permitiendo a la flota del UED aterrizar en el planeta y luego apaciguar y neutralizar a la joven supermente por medio de drogas Neurostim para así comenzar sus experimentos para controlarla.

## La caída del UED
Luego de que el UED se hizo con la posesión del Disruptor Psiónico, logró hacer que las crías Zerg que se encontraban en Tarsonis se dividieran luchando unas contra otras, estas eran justamente las fuerzas de Kerrigan, ella decidió de una vez acabar con el asunto y con la ayuda de Arcturus Mengsk y Jim Raynor logró destruir el Disruptor Psiónico que se hallaba en Braxis. Pero el UED aún poseía a la Supermente, luego Kerrigan destruyó a las fuerzas del UED que se hallaban en Korhal con la ayuda del Dominio Terran y los Protoss. Ahora sólo quedaban las fuerzas del UED que se encontraban en Char, por lo que ya no eran necesarios sus aliados y lanzó ataques a sus bases, matando al General Duke y al protoss Fenix, lo que marco el odio definitivo de Jim Raynor contra ella. Después de esto, Kerrigan rapta a la matriarca de los Templarios Tétricos que se encontraba en Shakuras, llamando inmediatamente la atención de Zeratul, quién se comunica con Kerrigan para pedirle explicaciones, Kerrigan lo chantajea diciéndole que si le ayudaba a matar a la supermente le devolvería sana y salva a su matriarca, este no acepta sino hasta que la misma matriarca le dice que ayude a Kerrigan. Después de llegar a esto, Kerrigan lanzó un ataque sorpresa contra las fuerzas del UED en Char destruyendo a la Supermente con ayuda de los Templarios Tétricos y obteniendo el control absoluto de todo el Enjambre. Cuando sólo le quedaban pocas fuerzas al UED, decidió usarlas para destruir a Kerrigan, el UED se había aliado con los Protoss y el Dominio Terran para cumplir este objetivo, pero aun así Kerrigan los derrotó y permitió a DuGalle huir con el resto de su flota de vuelta a la Tierra para ver hasta donde llegaba antes de que las fuerzas de Kerrigan la destruyeran. Tras su derrota, DuGalle se suicidó.